# Diecéze arsacalská
Diecéze Arsacal je titulární diecéze římskokatolické církve.

## Historie
Arsacal, identifikovatelné s Goulia v dnešním Alžírsku, je starobylé biskupské sídlo nacházející se v římské provincii Numidie.
Je znám jeden biskup této diecéze; Servus, který se zúčastnil synodu v Kartágu svolaný roku 484.
Dnes je využívána jako titulární biskupské sídlo; současným titulárním biskupem je Joseph L. Coffey, pomocný biskup arcidiecéze vojenských služeb (USA).

## Seznam biskupů
- Servus (zmíněn roku 484)

## Seznam titulárních biskupů
- 1964 - 1969 Vincent Martin Leonard
- 1969 - 1998 Oreste Marengo, S.D.B.
- 1999 - 2011 Sergio Alfredo Gualberti Calandrina
- 2011 - 2018 Johannes Hendriks
- od 2019 Joseph L. Coffey